# ليوناردو موراليس
ليوناردو موراليس (بالإسبانية: Leonardo Morales)‏ (23 يناير 1987 بكورينتس في الأرجنتين - ) هو لاعب كرة قدم أرجنتيني في مركز الوسط. شارك مع منتخب الأرجنتين تحت 20 سنة لكرة القدم. أما مع النوادي، فقد لعب مع أتليتيكو رافائيلا وأرسنال ساراندي وإستوديانتيس دي لا بلاتا وUniversitario de Sucre ‏ وأتليتكو بلاتينسي ‏ وتكستيل منديتش ‏ وDefensores de Cambaceres ‏ وClub Atlético Villa San Carlos ‏ وألكي لارانكا ‏.

## روابط خارجية
- ليوناردو موراليس على موقع إي إس بي إن إف سي (الإنجليزية)
- ليوناردو موراليس على موقع قاعدة بيانات كرة القدم.إي يو (الإنجليزية)
- ليوناردو موراليس على موقع قاعدة بيانات كرة القدم.إي يو (الإنجليزية)
- ليوناردو موراليس على موقع Soccerway.com (الإنجليزية)
- ليوناردو موراليس على موقع عالم كرة القدم.نت (الإنجليزية)
- ليوناردو موراليس على موقع GSA (الإنجليزية)